# Destanee Aiavová
Destanee Aiavová (nepřechýleně: Aiava, * 10. května 2000 Melbourne) je australská profesionální tenistka. Ve své dosavadní kariéře na okruhu WTA Tour nevyhrála žádný turnaj. V rámci okruhu ITF získala čtyři tituly ve dvouhře a tři ve čtyřhře.
Na žebříčku WTA byla ve dvouhře nejvýše klasifikována v září 2017 na 147. místě a ve čtyřhře pak v srpnu 2024 na 133. místě. Trénuje ji Australanka Nicole Krizová.
V australském fedcupovém týmu debutovala v roce 2018 světovou baráží proti Nizozemsku, v níž vyhrála s Darjou Gavrilovovou čtyřhru nad párem Lesley Kerkhoveová a Demi Schuursová. Australanky zvítězily 4:1 na zápasy. Do dubna 2021 v soutěži nastoupila k jedinému mezistátnímu utkání s bilancí 0–0 ve dvouhře a 1–0 ve čtyřhře.
Na Australian Open 2017 se v 16 letech stala prvním tenistou bez rozdílu pohlaví, narozeným v roce 2000 či později, který zasáhl do hlavní soutěže grandslamu.

## Soukromý život
Narodila se v květnu 2000 v Melbourne do rodiny trenéra smíšených bojových umění Marka a ragbistky a kickboxerky Rosie Aiavových. Otec samojského původu pochází z Nového Zélandu a matka se narodila na Americké Samoi. Žije na melbournském předměstí Narre Warren.

## Tenisová kariéra
V rámci hlavních soutěží událostí okruhu ITF debutovala v únoru 2015, když na turnaj v Burnie s dotací 50 tisíc dolarů obdržela divokou kartu. V úvodním kole dvouhry podlehla americké kvalifikantce Alexe Glatchové z páté světové stovky. Premiérový titul v této úrovni tenisu vybojovala během února 2017 na perthském turnaji s rozpočtem 25 tisíc dolarů. Ve čtvrtfinále přehrála Markétu Vondroušovou a v závěrečném utkání Slovenku Viktórii Kužmovou, jíž patřila 220. příčka žebříčku.
Na okruhu WTA Tour debutovala lednovým Brisbane International 2017 po zvládnutí kvalifikačního síta. V závěrečném kvalifikačním zápase zdolala Němku Carinu Witthöftovou. Na úvod brisbanské dvouhry pak vyřadila Američanku z druhé světové stovky Bethanii Mattekovou-Sandsovou. Následně ji porazila ruská světová devítka Světlana Kuzněcovová. Kvalifikaci si poprvé zahrála již na Hobart International 2016, v níž nestačila na Polku Urszulu Radwańskou. Členku první světové desítky premiérově přehrála na travnatém Libéma Open 2019 v 's-Hertogenboschi, kam získala divokou kartu. V úvodní fázi si poradila s desátou ženou pořadí, Běloruskou Arynou Sabalenkovou. Ve druhém kole ale uhrála jen čtyři gamy na Rusku Veroniku Kuděrmetovovou.
Debut v hlavní soutěži nejvyšší grandslamové kategorie zaznamenala v ženském singlu Australian Open 2017 po udělení divoké karty díky zisku titulu juniorské mistryně Austrálie 2016 v kategorii 18letých. V prvním kole podlehla německé kvalifikantce a sté osmdesáté první ženě klasifikace Moně Barthelové.

## Tituly na okruhu ITF
| Dotace turnajů okruhu ITF | Dotace turnajů okruhu ITF |
| ------------------------- | ------------------------- |
| 100 000 $ tournaments     | 80 000 $ tournaments      |
| 75 000 $ tournaments      | 60 000 $ tournaments      |
| 50 000 $ tournaments      | 25 000 $ tournaments      |
| 15 000 $ tournaments      | 10 000 $ tournaments      |

### Dvouhra (4 tituly)
| Č. | datum       | turnaj                | povrch | poražená finalistka | výsledek      |
| -- | ----------- | --------------------- | ------ | ------------------- | ------------- |
| 1. | února 2017  | Perth, Austrálie      | tvrdý  | Viktória Kužmová    | 6–1, 6–1      |
| 2. | března 2017 | Mornington, Austrálie | antuka | Barbora Krejčíková  | 6–2, 4–6, 6–2 |
| 3. | dubna 2018  | Ósaka, Japonsko       | tvrdý  | Rebecca Marinová    | 6–3, 7–6(7–2) |
| 4. | března 2019 | Canberra, Austrálie   | antuka | Risa Ozakiová       | 6–2, 6–2      |

### Čtyřhra (3 tituly)
| Č. | datum      | turnaj                | povrch | spoluhráčka       | poražené finalistky                          | výsledek         |
| -- | ---------- | --------------------- | ------ | ----------------- | -------------------------------------------- | ---------------- |
| 1. | duben 2019 | Dothan, Spojené státy | antuka | Astra Sharmaová   | Caroline Dolehideová Usue Maitane Arconadová | 6–7(5–7), 4–6    |
| 2. | září 2019  | Darwin, Austrálie     | tvrdý  | Lizette Cabrerová | Alison Baiová Jaimee Fourlisová              | 6–4, 2–6, [10–3] |
| 3. | říjen 2019 | Brisbane, Austrálie   | tvrdý  | Naiktha Bainsová  | Alison Baiová Paige Houriganová              | 6–3, 6–3         |